# どきどきマルシェ
『どきどきマルシェ』は、2013年4月6日から2015年3月28日まで山口朝日放送（yab）で土曜7:25 - 8:00に放送されていた情報番組。

## 概要
土曜朝に放映していたあさナビ（テレビ朝日制作）に替わる情報番組として放送を開始したローカル番組で、yab制作の生放送番組としては2009年3月から平日夕方枠で放送されている『Jチャンやまぐち』以来、土曜の情報番組としては『GO!GO!サタデー』に次ぐものとなる。系譜としてはかつて放送していた『ほっと土曜日』（2002年度）や『DO-YO-DA!!』（2005年度-2006年上期）に連なるもので、山口県内や近県のイベント情報などを軸に放送していた。
2015年3月28日で終了し、後番組として同年4月11日よりほぼ同コンセプトの『土曜の目覚めはどき生てれび』が新たにスタートしている。

## 放送時間
- 土曜日 7:25 - 8:00

## 出演者
進行役（いずれもyabアナウンサー）
- 柘植忠司
- 伊藤明日香
- 山崎彩紗

コメンテーター（毎週1名ずつ出演）
- 勝津正男（フリーアナウンサー、光市在住）
- 上大岡トメ（イラストレーター、宇部市在住）
- 落合さとこ（シンガーソングライター、山口市在住）

VTRゲスト
- 正司優子（大食い主婦、周南市在住）
- 大向美智子（元プロレスラー、山口市在住）